# Insufficienza respiratoria
L' insufficienza respiratoria è l'incapacità del sistema respiratorio (e non del solo polmone) di assicurare un adeguato scambio gassoso, sotto sforzo o a riposo. È una sindrome caratterizzata dalla caduta dei livelli di ossigeno nel sangue arterioso (ipossiemia), che può associarsi o meno a un aumento dei valori di anidride carbonica (ipercapnia). Il livello di PaO2 (pressione parziale di ossigeno nel sangue arterioso) sotto il quale si parla di insufficienza respiratoria è 60 mmHg.
Questo limite è stato scelto perché è strettamente legato al punto critico sulla curva di dissociazione dell'emoglobina, sotto il quale la curva diventa più ripida e bastano piccoli cambiamenti di PaO2 per far variare grandemente il contenuto di ossigeno nel sangue. Allo stesso modo, per convenzione, è stato scelto per l'ipercapnia il limite di 45 mmHg di PaCO2.
Trattandosi di una condizione clinica che compare in corso di diverse malattie, non viene considerata una patologia a sé stante, ma una sindrome.

## Tipologia
A seconda che influenzi solo l'apporto di ossigeno o anche la rimozione di anidride carbonica, si parla di "insufficienza respiratoria normocapnica" (o parziale) e "insufficienza respiratoria ipercapnica" (o globale). Nel primo caso si osserva l'ipossiemia senza ipercapnia, nella seconda entrambe.
Entrambe le tipologie possono mostrarsi in forma acuta o cronica.
Altra distinzione si osserva a seconda che essa si mostri solo sotto esercizio fisico (in tal caso viene chiamata latente) oppure anche a riposo (insufficienza respiratoria manifesta).

### Forma acuta
Solitamente la più grave. In questa forma assume importanza la rapidità con la quale si manifesta l'insufficienza respiratoria, in quanto a una elevata velocità di alterazione dei valori può mostrarsi l'insufficienza, anche se i valori stessi rimangono nella norma.

### Forma cronica
Si manifesta più lentamente. Esiste anche una forma più grave definita "insufficienza respiratoria cronica riacutizzata", che può aversi in occasione di un rapido aumento della PaCO2 durante la forma cronica. In tal caso le terapie sono limitate, in quanto riportano alla situazione precedente (cioè alla forma cronica, più o meno grave che già fosse di per sé).

## Eziologia
Vi sono alcune patologie in cui si mostra tale sindrome:
- Broncopneumopatia cronica ostruttiva, che in associazione con la forma cronica o acuta aumenta la pericolosità e il rischio di morte.[3]
- Sindrome da distress respiratorio
- Asma
- Emotorace, come complicanza durante il trattamento[4]
- Trauma cranico
- Edema polmonare acuto
- Embolia polmonare massiva
- Pneumotorace iperteso
- Laringospasmo

## Terapia

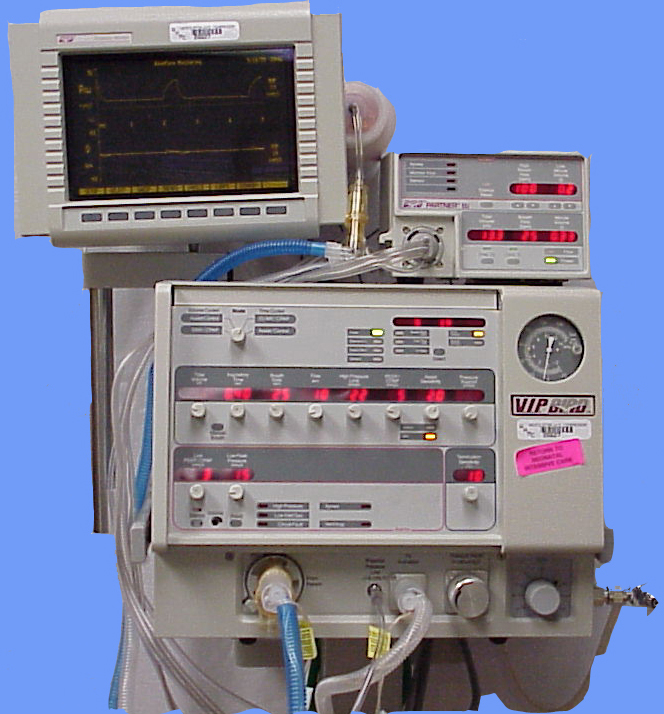
Ventilatore meccanico

### Forma acuta
Gli obiettivi sono correggere l'ipossia, eventualmente somministrando ossigeno, e al contempo trattare l'acidosi respiratoria che potrebbe insorgere.
La maschera di ossigeno semplice viene utilizzata nella maggior parte dei casi, una migliore alternativa può essere, la maschera di Venturi. In casi più acuti si può ricorrere alla NIMV (ventilazione non invasiva) o alla ventilazione meccanica. Altri ausili utili possono essere le cannule nasali o cannule oro faringee tipo Guedel / Mayo (da usare queste ultime, però, con Paziente con Glasgow 3 o AVPU=U). La percentuale di Ossigeno da somministrare al paziente è determinata dalla necessità di raggiungere un determinato target di saturazione di Ossigeno, con una SaO2 tra 88% e 92%; con una SaO2 tra 96% e 97% nell'IMA e nello STROKE e del 100% negli eventi traumatici. Sia il mezzo con cui si somministra ossigeno, che la FiO2 (percentuale di ossigeno) che la quantità di O2 espressa in litri/minuto da somministrare, sono determinati dal raggiungimento del target di saturazione da ottenere

### Forma cronica
Il trattamento cambia a seconda della malattia correlata: oltre che farmacologico (antibiotici, broncodilatatori) può prevedere anche la correzione dello stile di vita (astensione dal fumo o dall'alcool, seguire una dieta equilibrata per ridurre il peso, ecc.)